# George Robinson
George Frederick Samuel Robinson, 1.er Marqués de Ripon KG, GCSI, CIE, PC (24 de octubre de 1827 – 9 de julio de 1909) fue un político británico que estuvo en todos los gabinetes liberales desde 1861 hasta su muerte 48 años más tarde.

## Biografía
Robinson nació en el 10 de Downing Street, Londres (residencia del primer ministro), siendo el segundo hijo del entonces titular, Lord Goderich. Aunque su padre era Tory, George fue de tendencia liberal.
Accedió a la Cámara de los Comunes como miembro del distrito de Hull en 1852, siendo elegido posteriormente por los distritos de Huddersfield y de West Riding de Yorkshire. En 1859 sucedió a su padre como Conde de Ripon y Vizconde Goderich, ocupando su asiento en la Cámara de los Lores, sucediendo ese año también a su primo como Conde de Grey.
En 1861 de Grey ocupó su primer puesto en un gobierno liberal, siguiendo en el gobierno en todos los gobiernos liberales hasta su muert en 1909. En 1863, fue nombrado miembro del Consejo Privado del Reino Unido.
Fue Secretario de Estado de Guerra (1863-66) en el gobierno de Lord Palmerston y Secretario de Estado para la India en 1866 en el gobierno de Lord Russell. Durante la primera administración de Gladstone fue Lord Presidente del Consejo (1868–73), actuando también como Presidente de la comisión conjunta para redactar el Tratado de Washington (1871) con los Estados Unidos. Por sus logros le fue otorgado el título de Marqués de Ripon. También fue nombrado caballero de la Orden de la Jarretera en 1869. Fue Gran Maestro Masón entre 1870 y 1874, cuando Lord Ripon se convirtió al Catolicismo.
Cuando Gladstone volvió al poder en 1880, nombró a Ripon Virrey de la India, cargo que ocupó hasta 1884. Durante el tiempo que estuvo en la India, Ripon intentó introducir una nueva legislación en la colonia que habría garantizado más derechos legales a los nativos, incluyendo el derecho de los jueces hindúes a juzgar a europeos en sus cortes, pero que fue rechazada por el Parlamento Británico, por temor a perder su superioridad legal.
En el gobierno de Gladstone de 1886 ocupó el cargo de Primer Lord del Almirantazgo, y en el de 1892 fue nombrado Secretario de Estado para las Colonias. A la vuelta de los liberales al gobierno en 1905 fue nombrado, a los 78 años, Líder de la Cámara de los Lores, renunciando al cargo en 1908.
Fue Rector de la Universidad de Leeds desde 1904 hasta su muerte en 1909.